# Маркарян Гріша Саркісович
Гріша Саркісович Маркарян (вірм. Գրիշա Սարգսի Մարգարյան; 1929—1991) — радянський вірменський будівельник. Герой Соціалістичної Праці (1981). Заслужений будівельник Вірменської РСР. Депутат Верховної Ради СРСР XI скликання.

## Біографія
Гріша Саркісович Маркарян народився 1929 року в селі Лічк Мартунінського району Вірменської РСР (нині в марзі Ґегаркунік).
З 14 років Маркарян трудився в колгоспі села Лічк як рільник. В 1946 році, у віці 17 років, Гріша Маркарян нагороджений медаллю «За трудову доблесть». У 1949 році направлений в Єреван, де протягом шести місяців навчався в школі фабрично-заводського навчання за спеціальністю будівельника. На відмінно закінчивши фабрично-заводське навчання, Маркарян прийнятий на роботу в будівельне управління № 31, надалі увійшло до складу будівельного тресту «Єрпромстрой» Міністерства промислового будівництва Вірменської РСР. У 1956 році Маркарян отримав середню освіту. Надалі він закінчив університет марксизму-ленінізму, отримавши політичну освіту, і вступив у КПРС у 1959 році.
Як будівельник, Гріша Маркарян почав свою трудову діяльність на будівництві Канакерського алюмінієвого заводу. Він був будівельником четвертого розряду, став бригадиром комсомольсько-молодіжної бригади, що складається з 14 осіб. Займаючись оштукатурюванням та іншими оздоблювальними роботами, бригада досягла високих показників. На будівництві Маркарян підвищив свій розряд, ставши майстром шостого розряду.
У 1960 році в будуправлінні № 31 будівельного тресту «Єрпромстрой» Гріша Маркарян утворив, і став бригадиром комплексної бригади, що складається з 18 будівельників. Бригада спеціалізувалися на штукатурних, малярних, облицювальних і паркетних роботах. Вона складалася з шести ланок, кожна з них займалася окремою будівельної роботою. З 1975 року бригада Маркаряна, як і всі інші будівельними підрозділу тресту «Єрпромстрой», працювала за методом бригадного підряду. Бригаду відрізняли дисциплінованість, відповідальне та економне ставлення до витрачання матеріалів, повноцінне використання механізмів. Протягом десятої п'ятирічки (1976—1980) бригада під керівництвом Маркаряна виконала доручене зобов'язання вчинення оздоблювальних робіт в новому понадплановому дев'ятиповерховому будинку за півтора місяця, замість запланованого терміну — одного року. В цілому, завдання десятої п'ятирічки бригада виконала достроково — за три роки і чотири місяці, з відмінними оцінками. За роки десятої п'ятирічки бригада Маркаряна підвищила продуктивність праці на 41 %. У 1981 році, завершивши встановлений річний план за дев'ять місяців, бригада вирішила перейти на комплексну систему організації праці.
Указом Президії Верховної Ради СРСР від 19 березня 1981 року за видатні успіхи, досягнуті у виконанні завдань десятої п'ятирічки і соціалістичних зобов'язань Гріші Саркісовичу Маркаряну присвоєно звання Героя Соціалістичної Праці з врученням ордена Леніна і золотої медалі «Серп і Молот».
Гріша Саркісович Маркарян займався також громадською діяльністю. Обирався депутатом Ради Союзу Верховної Ради СРСР XI скликання від Єреванського Радянського виборчого округу № 734. Був членом комісії по будівництву і промисловості будівельних матеріалів Ради Союзу Верховної Ради СРСР. Також Маркарян був делегатом XXVII з'їзду КПРС, XXIV, XXV і XXVI з'їздів Комуністичної партії Вірменії, кандидатом у члени ЦК КП Вірменії.
Гріша Маркарян — автор дев'яти впроваджених раціоналізаторських пропозицій з загальним економічним ефектом у 25 тисяч рублів. За багаторічну будівельну діяльність йому присвоєне почесне звання заслуженого будівельника Вірменської РСР. У 1984 році став почесним громадянином Єревану.
Гриша Саркісович Маркарян помер в 1991 році в Єревані. Похований на Канакерському кладовищі Єревана.

## Нагороди
- Герой Соціалістичної Праці (Указ Президії Верховної Ради СРСР від 19 березня 1981 року, орден Леніна і медаль «Серп і Молот») — за видатні успіхи, досягнуті у виконанні завдань десятої п'ятирічки і соціалістичних зобов'язань.
- Орден Леніна (5.04.1971).
- Орден Жовтневої Революції (28.02.1974).
- Медаль «За трудову доблесть» (1946)[2].
- Медаль «За трудову відзнаку» (11.08.1966).
- Заслужений будівельник Вірменської РСР[12].
- Почесний громадянин Єревана (1984).

## Піримітки
1. ↑  Вірменська радянська енциклопедія / В. А. Амбарцумян. — Єр., 1987. — Т. 13. Радянська Вірменія. — С. 667. — 688 с. Архів оригіналу за 18 січня 2021. Процитовано 27 червня 2022.
2. 1 2 3 4  Герои одиннадцатой пятилетки, 1982, с. 325.
3. 1 2 3 4  Депутаты Верховного Совета СССР, 1984, с. 271.
4. 1 2 3 4  Герои одиннадцатой пятилетки, 1982, с. 331.
5. ↑  Герои одиннадцатой пятилетки, 1982, с. 325—326.
6. ↑  Герои одиннадцатой пятилетки, 1982, с. 326.
7. ↑  Герои одиннадцатой пятилетки, 1982, с. 330.
8. ↑  Маркарян Гріша Саркісович (рос.). // Сайт «Герои страны». Процитовано 19 серпня 2017.
9. ↑  Депутаты Верховного Совета СССР XI-го созыва. Справочник по истории Коммунистической партии и Советского Союза. Архів оригіналу за 6 жовтня 2014. Процитовано 5 липня 2017.
10. ↑  Почетные граждане города Еревана. Мэрия Еревана. Архів оригіналу за 24 липня 2021. Процитовано 5 липня 2017.
11. ↑  Гриша Саркисович Маркарян. hush.am. Процитовано 5 липня 2017.
12. ↑  Герои одиннадцатой пятилетки, 1982, с. 324.